# A Halálbiztos diagnózis epizódjainak listája
Ez a szócikk a Halálbiztos diagnózis című sorozat epizódjait listázza.

## Évadáttekintés
| Évad | Évad | Részek száma | Részek száma | Eredeti sugárzás     | Eredeti sugárzás | Eredeti adó | Magyar sugárzás     | Magyar sugárzás     | Magyar adó     |
| Évad | Évad | Részek száma | Részek száma | Évadbemutató         | Évadzáró         | Eredeti adó | Évadbemutató        | Évadzáró            | Magyar adó     |
| ---- | ---- | ------------ | ------------ | -------------------- | ---------------- | ----------- | ------------------- | ------------------- | -------------- |
|      | 1.   | 19           | 19           | 1993. október 29.    | 1994. május 13.  | CBS         | 2016. április 5.    | 2016. május 2.      | Duna Televízió |
|      | 2.   | 22           | 22           | 1994. szeptember 16. | 1995. május 5.   | CBS         | 2016. május 3.      | 2016. június 2.     | Duna Televízió |
|      | 3.   | 18           | 18           | 1995. december 8.    | 1996. május 3.   | CBS         | 2016. június 3.     | 2016. június 28.    | Duna Televízió |
|      | 4.   | 26           | 26           | 1996. szeptember 19. | 1997. május 8.   | CBS         | 2016. június 29.    | 2016. augusztus 3.  | Duna Televízió |
|      | 5.   | 25           | 25           | 1997. szeptember 18. | 1998. május 14.  | CBS         | 2016. augusztus 4.  | 2016. szeptember 7. | Duna Televízió |
|      | 6.   | 22           | 22           | 1998. szeptember 24. | 1999. május 13.  | CBS         | 2016. szeptember 8. | 2016. október 10.   | Duna Televízió |
|      | 7.   | 24           | 24           | 1999. szeptember 23. | 2000. május 11.  | CBS         | 2016. október 10.   | 2016. november 9.   | Duna Televízió |
|      | 8.   | 22           | 22           | 2000. október 12.    | 2001. május 11.  | CBS         | 2016. november 10.  | 2016. december 9.   | Duna Televízió |

## Epizód

### 1. évad (1993-1994)
| Sor. | Év. | Cím                                               | Rendező              | Író                                                                                    | Premier                              | Nézettség    | Gyártási szám |
| ---- | --- | ------------------------------------------------- | -------------------- | -------------------------------------------------------------------------------------- | ------------------------------------ | ------------ | ------------- |
| 1.   | 1.  | Csoda kúra (Miracle Cure)                         | Michael Lange        | James Kramer                                                                           | 1993. október 29. 2016. április 5.   | 14,60 millió | 101           |
| 2.   | 2.  | Amnézia (Amnesia)                                 | Michael Lange        | Tévéjáték: Joyce Burditt Történet: Joyce Burditt and David Hoffman & Leslie Daryl Zerg | 1993. november 5. 2016. április 6.   | 12,70 millió | 102           |
| 3.   | 3.  | Gyilkosság élő adásban (Murder at the Telethon)   | Anson Williams       | Vance DeGeneres                                                                        | 1993. november 12. 2016. április 7.  | 12,50 millió | 103           |
| 4.   | 4.  | Gyilkos a családban (Inheritance of Death)        | Frank Thackery       | Gerry Conway                                                                           | 1993. november 19. 2016. április 8.  | 12,40 millió | 104           |
| 5.   | 5.  | A 13 milliós szelvény (The 13 Million Dollar Man) | Anson Williams       | Gordon T. Dawson                                                                       | 1993. december 3. 2016. április 11.  | 12,50 millió | 105           |
| 6.   | 6.  | Bújócska, 1. rész (Vanishing Act:, Part 1)        | Christian I. Nyby II | Bruce Franklin Singer                                                                  | 1993. december 10. 2016. április 12. | 11,20 millió | 106           |
| 7.   | 7.  | Bújócska, 2. rész (Vanishing Act:, Part 2)        | Christian I. Nyby II | Bruce Franklin Singer                                                                  | 1993. december 17. 2016. április 13. | 11,10 millió | 107           |
| 8.   | 8.  | Shanda dala (Shanda's Song)                       | Neema Barnette       | Craig Volk                                                                             | 1994. január 7. 2016. április 14.    | 14,80 millió | 108           |
| 9.   | 9.  | Nyugtalan halott (The Restless Remains)           | Christian I. Nyby II | Tévéjáték: Robert Schlitt Történet: John Hill                                          | 1994. január 14. 2016. április 15.   | 16,20 millió | 109           |
| 10.  | 10. | Trükkös gyilkosság (Murder with Mirrors)          | Anson Williams       | Gerry Conway                                                                           | 1994. január 21. 2016. április 18.   | 16,80 millió | 110           |
| 11.  | 11. | Haláltánc (Flashdance with Death)                 | Christian I. Nyby II | Gerry Conway                                                                           | 1994. január 28. 2016. április 19.   | 17,20 millió | 111           |
| 12.  | 12. | A találkozó (Reunion with Murder)                 | Anson Williams       | Robin Madden                                                                           | 1994. február 4. 2016. április 20.   | 16,30 millió | 112           |
| 13.  | 13. | Lily (Lily)                                       | Frank Thackery       | Gerry Conway                                                                           | 1994. március 4. 2016. április 21.   | 16,60 millió | 113           |
| 14.  | 14. | Az őrangyal (Guardian Angel)                      | Christian I. Nyby II | Bruce Franklin Singer                                                                  | 1994. április 1. 2016. április 25.   | 13,30 millió | 114           |
| 15.  | 15. | Nirvána (Nirvana)                                 | Christian I. Nyby II | Peter Dunne                                                                            | 1994. április 8. 2016. április 26.   | 13,60 millió | 115           |
| 16.  | 16. | A média varázsa (Broadcast Blues)                 | Christian I. Nyby II | James Kramer                                                                           | 1994. április 15. 2016. április 27.  | 15,30 millió | 116           |
| 17.  | 17. | A földrengés (Shaker)                             | Alan Myerson         | Gerry Conway                                                                           | 1994. április 29. 2016. április 28.  | 13,60 millió | 117           |
| 18.  | 18. | Pestis (The Plague)                               | Peter Ellis          | Gerry Conway                                                                           | 1994. május 6. 2016. április 29.     | 13,90 millió | 118           |
| 19.  | 19. | Michael nővér akcióban (Sister Michael Wants You) | Leo Penn             | Joyce Burditt                                                                          | 1994. május 13. 2016. május 2.       | 13,70 millió | 119           |

### 2. évad (1994-1995)
| Sor. | Év. | Cím                                                                | Rendező              | Író                           | Premier                             | Nézettség    | Gyártási szám |
| ---- | --- | ------------------------------------------------------------------ | -------------------- | ----------------------------- | ----------------------------------- | ------------ | ------------- |
| 20.  | 1.  | Sok boldog bevallást (Many Happy Returns)                          | Lou Antonio          | Lee Goldberg & William Rabkin | 1994. szeptember 16. 2016. május 3. | 14,70 millió | 201           |
| 21.  | 2.  | Végzetes temetések (A Very Fatal Funeral)                          | Alan Myerson         | Gerry Conway                  | 1994. szeptember 23. 2016. május 4. | 14,90 millió | 202           |
| 22.  | 3.  | Problémás nők (Woman Trouble)                                      | Roy Campanella II    | Joyce Burditt                 | 1994. szeptember 30. 2016. május 5. | 14,50 millió | 203           |
| 23.  | 4.  | Itt a hulla, hol a hulla? (The Busy Body)                          | Vincent McEveety     | Dan Wilcox                    | 1994. október 7. 2016. május 6.     | 15,30 millió | 204           |
| 24.  | 5.  | A négy férj (My Four Husbands)                                     | Christian I. Nyby II | Robin Bernheim                | 1994. október 14. 2016. május 9.    | 14,00 millió | 205           |
| 25.  | 6.  | Gyilkos dózis (Murder Most Vial)                                   | Richard Compton      | Richard Collins               | 1994. október 21. 2016. május 10.   | 13,60 millió | 206           |
| 26.  | 7.  | A nevem Johnson (You Can Call Me Johnson)                          | Christian I. Nyby II | John Wirth                    | 1994. október 28. 2016. május 11.   | 14,20 millió | 207           |
| 27.  | 8.  | Georgiának üzenem (Georgia on My Mind)                             | Peter Ellis          | Brad Kern                     | 1994. november 4. 2016. május 12.   | 14,80 millió | 208           |
| 28.  | 9.  | Az utolsó nevetés, 1. rész (The Last Laugh:, Part 1)               | Christian I. Nyby II | Lee Goldberg & William Rabkin | 1994. november 11. 2016. május 13.  | 14,20 millió | 209           |
| 29.  | 10. | Az utolsó nevetés, 2. rész (The Last Laugh:, Part 2)               | Christian I. Nyby II | Lee Goldberg & William Rabkin | 1994. november 18. 2016. május 17.  | 15,50 millió | 210           |
| 30.  | 11. | Irtózatos halál (Death by Extermination)                           | Christopher Hibler   | Dan Wilcox                    | 1994. december 2. 2016. május 18.   | 13,70 millió | 211           |
| 31.  | 12. | Rászámolás (Standing Eight Count)                                  | Christopher Hibler   | Travis Fine                   | 1994. december 9. 2016. május 19.   | 13,10 millió | 212           |
| 32.  | 13. | A Lugosi Béla blues (The Bela Lugosi Blues)                        | Lee Philips          | Michael Gleason               | 1995. január 6. 2016. május 20.     | 15,80 millió | 213           |
| 33.  | 14. | Az új Gyógyítók (The New Healers)                                  | Christopher Hibler   | Lee Goldberg & William Rabkin | 1995. január 13. 2016. május 23.    | 16,20 millió | 214           |
| 34.  | 15. | Kizárólagossági záradék (Call Me Incontestible)                    | Michael Schultz      | Dan Wilcox                    | 1995. január 20. 2016. május 24.    | 15,40 millió | 215           |
| 35.  | 16. | Kísért a múlt (A Blast from the Past)                              | Burt Brinckerhoff    | Joyce Burditt                 | 1995. február 3. 2016. május 25.    | 15,70 millió | 216           |
| 36.  | 17. | Vérátömlesztés (Playing for Keeps)                                 | Peter Ellis          | Gerry Conway                  | 1995. február 10. 2016. május 26.   | 14,20 millió | 217           |
| 37.  | 18. | Gonosz tenger (Sea No Evil)                                        | Christian I. Nyby II | Lee Goldberg & William Rabkin | 1995. február 17. 2016. május 27.   | 15,30 millió | 218           |
| 38.  | 19. | Hogyan tegyük el láb alól ügyvédünket? (How to Murder Your Lawyer) | Leo Penn             | Michael Gleason               | 1995. február 24. 2016. május 30.   | 13,50 millió | 219           |
| 39.  | 20. | Baba-balhé (Naked Babes)                                           | Christian I. Nyby II | Joyce Burditt                 | 1995. március 31. 2016. május 31.   | 13,60 millió | 220           |
| 40.  | 21. | Halál a szappanoperában (Death in the Daytime)                     | Christian I. Nyby II | Michael Gleason               | 1995. április 28. 2016. június 1.   | 11,90 millió | 221           |
| 41.  | 22. | Földönkívüli gyermek (My Baby Is Out of This World)                | Christopher Hibler   | Richard Collins               | 1995. május 5. 2016. június 2.      | 10,40 millió | 222           |

### 3. évad (1995-1996)
| Sor. | Év. | Cím                                                        | Rendező              | Író                                                                                    | Premier                                             | Nézettség    | Gyártási szám |
| ---- | --- | ---------------------------------------------------------- | -------------------- | -------------------------------------------------------------------------------------- | --------------------------------------------------- | ------------ | ------------- |
| 42.  | 1.  | Egy ártatlan kis gyilkosság (An Innocent Murder)           | Vincent McEveety     | Cynthia Deming & William Royce                                                         | 1995. december 8. 2016 június 3.                    | 13,00 millió | 301           |
| 43.  | 2.  | A gyilkosság tanúja (Witness to Murder)                    | Paris Barclay        | Tévéjáték: Cynthia Deming & William Royce Történet: Mimi Rothman Schapiro & Bill Wells | 1995. december 15. 2016 június 6.                   | 12,30 millió | 302           |
| 44.  | 3.  | Egy igazi amerikai gyilkosság (All-American Murder)        | Christian I. Nyby II | Tom Chehak                                                                             | 1995. december 22. 2016 június 7.                   | 12,20 millió | 303           |
| 45.  | 4.  | Gyilkosság a bíróságon (Murder in the Courthouse)          | Bruce Kessler        | Roger Lowenstein                                                                       | 1995. december 29. 2016 június 8.                   | 11,90 millió | 304           |
| 46.  | 5.  | Gyilkos szökésben, 1. rész (Murder on the Run:, Part 1)    | Christian I. Nyby II | Tévéjáték: Steve Hattman Történet: Maurice Hurley & Steve Hattman                      | 1996. január 5. 2016 június 9.                      | 13,40 millió | 305           |
| 47.  | 6.  | Gyilkos szökésben, 2. rész (Murder on the Run:, Part 2)    | Christian I. Nyby II | Tévéjáték: Steve Hattman Történet: Maurice Hurley & Steve Hattman                      | 1996. január 12. 2016 június 10.                    | 13,00 millió | 306           |
| 48.  | 7.  | Gyilkos szerető (Love Is Murder)                           | Tom Chehak           | Nan Hagan                                                                              | 1996. január 19. 2016 június 13.                    | 14,00 millió | 307           |
| 49.  | 8.  | Halálrossz diagnózis (Misdiagnosis Murder)                 | Christian I. Nyby II | Gerry Conway                                                                           | 1996. január 26. 2016 június 14.                    | 12,40 millió | 308           |
| 50.  | 9.  | Gyilkosságra kényszerítve (The Pressure to Murder)         | Christopher Hibler   | Sibyl Gardner                                                                          | 1996. február 9. 2016 június 15.                    | 12,20 millió | 309           |
| 51.  | 10. | Hajléktalanok halála (Living on the Streets Can Be Murder) | Christopher Hibler   | Carey W. Hayes & Chad Hayes                                                            | 1996. február 16. 2016 június 16.                   | 13,20 millió | 310           |
| 52.  | 11. | Gyilkosnak, gyilkosa (Murder, Murder)                      | Peter Ellis          | Nancy Bond                                                                             | 1996. február 23. 2016 június 17. / 2016 június 20. | 12,20 millió | 311           |
| 53.  | 12. | Gyilkosság a sötétben (Murder in the Dark)                 | Bernard L. Kowalski  | Joyce Burditt                                                                          | 1996. március 8. 2016 június 21.                    | 11,40 millió | 312           |
| 54.  | 13. | Paparazzo a gyilkossági osztályon (35 Millimeter Murder)   | Bruce Seth Green     | Steve Hattman                                                                          | 1996. március 29. 2016 június 22.                   | 12,50 millió | 313           |
| 55.  | 14. | Csere-bere gyilkolom (The Murder Trade)                    | Oz Scott             | Joyce Burditt                                                                          | 1996. április 5. 2016 június 23.                    | 13,00 millió | 314           |
| 56.  | 15. | Gyilkosság fejben (Mind Over Murder)                       | Christian I. Nyby II | Gerry Conway                                                                           | 1996. április 12. 2016 június 24.                   | 11,80 millió | 315           |
| 57.  | 16. | Ahogyan a nagykönyvben meg van írva (Murder by the Book)   | Christopher Hibler   | Tom Chehak & Steve Hattman                                                             | 1996. április 19. 2016 június 27.                   | 11,60 millió | 316           |
| 58.  | 17. | Főzőcske, de sokkosan (FMurder)                            | Christian I. Nyby II | Tévéjáték: Gerry Conway Történet: Gerry Conway & Steve Hattman                         | 1996. április 26. 2016. június 28.                  | 12,00 millió | 317           |
| 59.  | 18. | Félresikerült gyilkosság (Left-Handed Murder)              | Jonathan Frakes      | Mark Masuoka                                                                           | 1996. május 3. n.a.                                 | 11,70 millió | 318           |

### 4. évad (1996-1997)
| Sor. | Év. | Cím                                                      | Rendező              | Író                                                                                              | Premier                               | Nézettség    | Gyártási szám |
| ---- | --- | -------------------------------------------------------- | -------------------- | ------------------------------------------------------------------------------------------------ | ------------------------------------- | ------------ | ------------- |
| 60.  | 1.  | Gyilkosság baráti alapon (Murder by Friendly Fire)       | Christian I. Nyby II | Gillian Horvath                                                                                  | 1996. szeptember 19. 2016. június 29. | 11,50 millió | 401           |
| 61.  | 2.  | Fertőző gyilkosság (Murder Can Be Contagious)            | Vincent McEveety     | Lee Goldberg & William Rabkin                                                                    | 1996. szeptember 26. 2016. június 30. | 12,90 millió | 402           |
| 62.  | 3.  | Halál a műjégen (Murder on Thin Ice)                     | Christopher Hibler   | Robin Madden                                                                                     | 1996. október 3. 2016. július 1.      | 12,80 millió | 403           |
| 63.  | 4.  | A gyilkos jele X, 1. rész (X' Marks the Murder:, Part 1) | Christian I. Nyby II | Lindsay Harrison                                                                                 | 1996. október 10. 2016. július 4.     | 12,30 millió | 404           |
| 64.  | 5.  | A gyilkos jele X, 2. rész (X' Marks the Murder:, Part 2) | Christian I. Nyby II | Lindsay Harrison                                                                                 | 1996. október 10. 2016. július 5.     | 12,30 millió | 405           |
| 65.  | 6.  | A gyilkos modell (A Model Murder)                        | Vincent McEveety     | Sam Egan                                                                                         | 1996. október 17. 2016. július 6.     | 11,80 millió | 406           |
| 66.  | 7.  | A csípőcsavar (Murder Can Be Murder)                     | Christian I. Nyby II | Tom Chehak                                                                                       | 1996. október 24. 2016. július 7.     | 11,50 millió | 407           |
| 67.  | 8.  | Robbantásos merénylet (An Explosive Murder)              | Steve Miner          | Dean Hargrove                                                                                    | 1996. október 31. 2016. július 8.     | 12,20 millió | 408           |
| 68.  | 9.  | Gyilkosság az autóbuszon (Murder by the Busload)         | Christian I. Nyby II | Lee Goldberg & William Rabkin                                                                    | 1996. november 7. 2016. július 11.    | 13,00 millió | 409           |
| 69.  | 10. | Gyilkos jelölt (A Candidate for Murder)                  | Christopher Hibler   | Steve Hattman                                                                                    | 1996. november 14. 2016. július 12.   | 14,40 millió | 410           |
| 70.  | 11. | Lövések az iskolában (The ABCs of Murder)                | Christian I. Nyby II | Steve Hattman                                                                                    | 1996. november 21. 2016. július 13.   | 12,60 millió | 411           |
| 71.  | 12. | Gyilkosság a családban (Murder in the Family)            | Vincent McEveety     | Lindsay Harrison                                                                                 | 1996. december 12. 2016. július 14.   | 12,50 millió | 412           |
| 72.  | 13. | A gyilkosság védelmében (In Defense of Murder)           | Vincent McEveety     | Joyce Burditt & Gerry Conway                                                                     | 1997. január 9. 2016. július 15.      | 13,61 millió | 413           |
| 73.  | 14. | Egy gyilkosság története (A History of Murder)           | Christian I. Nyby II | Gerry Conway                                                                                     | 1997. január 16. 2016. július 18.     | 14,12 millió | 414           |
| 74.  | 15. | Kettős gyilkosság, 1. rész (Murder Two:, Part 1)         | Christopher Hibler   | Gerald Sanoff & Joel Steiger                                                                     | 1997. január 30. 2016. július 19.     | 15,73 millió | 415           |
| 75.  | 16. | Kettős gyilkosság, 2. rész (Murder Two:, Part 2)         | Christopher Hibler   | Gerald Sanoff & Joel Steiger                                                                     | 1997. február 6. 2016. július 20.     | 15,63 millió | 416           |
| 76.  | 17. | Rejtélyes gyilkosság (Hard-Boiled Murder)                | Christian I. Nyby II | Lee Goldberg & William Rabkin                                                                    | 1997. február 13. 2016. július 21.    | 15,16 millió | 417           |
| 77.  | 18. | Gyilkosság country stílusban (Murder, Country Style)     | Christopher Hibler   | Tévéjáték: Gerry Conway Történet: Lee Goldberg & William Rabkin and Gerry Conway                 | 1997. február 20. 2016. július 22.    | 14,93 millió | 418           |
| 78.  | 19. | Gyilkos illúziók (Delusions of Murder)                   | Christopher Hibler   | Michael Berlin & Eric Estrin                                                                     | 1997. február 27. 2016. július 25.    | 14,10 millió | 419           |
| 79.  | 20. | Szenvedélyes gyilkosság (A Passion for Murder)           | Christian I. Nyby II | Lee Goldberg & William Rabkin                                                                    | 1997. április 3. 2016. július 26.     | 12,42 millió | 420           |
| 80.  | 21. | Bandaháború (Blood Brothers Murder)                      | Christian I. Nyby II | Barry Van Dyke & Jeffrey Glasser                                                                 | 1997. április 10. 2016. július 27.    | 12,24 millió | 421           |
| 81.  | 22. | Sebész, öld meg magad (Physician, Murder Thyself)        | Christian I. Nyby II | Tévéjáték: Gerry Conway Történet: Gerry Conway and Lee Goldberg & William Rabkin                 | 1997. április 24. 2016. július 28.    | 13,33 millió | 422           |
| 82.  | 23. | Gyilkosság a levegőben (Murder in the Air)               | Tom Chehak           | Tom Chehak                                                                                       | 1997. április 24. 2016. július 29.    | 13,09 millió | 423           |
| 83.  | 24. | A víg özvegy (The Merry Widow Murder)                    | Oz Scott             | Joyce Burditt                                                                                    | 1997. május 1. 2016. augusztus 1.     | 12,20 millió | 424           |
| 84.  | 25. | Gyilkos komédia (Comedy Is Murder)                       | Christopher Hibler   | Tévéjáték: Lee Goldberg & William Rabkin Történet: Dick Van Dyke & Lee Goldberg & William Rabkin | 1997. május 8. 2016. augusztus 2.     | 12,62 millió | 425           |
| 85.  | 26. | Mark Sloan gyilkosa (The Murder of Mark Sloan)           | Christopher Hibler   | Steve Hattman                                                                                    | 1997. május 8. 2016. augusztus 3.     | 14,16 millió | 426           |

### 5. évad (1997-1998)
| Sor. | Év. | Cím                                                                      | Rendező              | Író                                                                               | Premier                                 | Nézettség    | Gyártási szám |
| ---- | --- | ------------------------------------------------------------------------ | -------------------- | --------------------------------------------------------------------------------- | --------------------------------------- | ------------ | ------------- |
| 86.  | 1.  | Gyilkosság Blues (Murder Blues)                                          | Christian I. Nyby II | Lee Goldberg & William Rabkin                                                     | 1997. szeptember 18. 2016. augusztus 4. | 13,96 millió | 501           |
| 87.  | 2.  | Egyértelmű eset (Open and Shut)                                          | Christopher Hibler   | Jacquelyn Blain                                                                   | 1997. szeptember 25. 2016. augusztus 5. | 15,11 millió | 502           |
| 88.  | 3.  | Tűz Malibun (Malibu Fire)                                                | Christian I. Nyby II | Tévéjáték: Gerry Conway & Wayne Berwick Történet: Gerry Conway                    | 1997. október 2. 2016. augusztus 8.     | 13,86 millió | 503           |
| 89.  | 4.  | Halálos játékok (Deadly Games)                                           | Christopher Hibler   | Jeff Peters                                                                       | 1997. október 9. 2016. augusztus 9.     | 12,86 millió | 504           |
| 90.  | 5.  | Hirtelen halál (Slam-Dunk Dead)                                          | Vincent McEveety     | Tévéjáték: Larry Brody and Lee Goldberg & William Rabkin Történet: Larry Brody    | 1997. október 16. 2016. augusztus 10.   | 13,86 millió | 505           |
| 91.  | 6.  | A gyilkos külső (Looks Can Kill)                                         | Christopher Hibler   | Craig Tepper                                                                      | 1997. október 23. 2016. augusztus 11.   | 15,03 millió | 506           |
| 92.  | 7.  | Végzetes lépés, 1. rész (Fatal Impact, Part 1)                           | Christian I. Nyby II | David Bennett Carren & J. Larry Carroll                                           | 1997. október 30. 2016. augusztus 12.   | 14,93 millió | 507           |
| 93.  | 8.  | Végzetes lépés, 2. rész (Fatal Impact, Part 2)                           | Christian I. Nyby II | Jacquelyn Blain                                                                   | 1997. október 30. 2016. augusztus 15.   | 14,93 millió | 508           |
| 94.  | 9.  | A gyilkos tévé (Must Kill TV)                                            | Christopher Hibler   | Lee Goldberg & William Rabkin                                                     | 1997. november 6. 2016. augusztus 16.   | 15,45 millió | 509           |
| 95.  | 10. | Veteránok (Discards)                                                     | Christian I. Nyby II | J. Larry Carroll & David Bennett Carren                                           | 1997. november 13. 2016. augusztus 17.  | 16,07 millió | 510           |
| 96.  | 11. | A pantomimes holtában is hallgatag (A Mime Is a Terrible Thing to Waste) | Christopher Hibler   | Lee Goldberg & William Rabkin                                                     | 1997. november 20. 2016. augusztus 18.  | 15,05 millió | 511           |
| 97.  | 12. | Zuhanás a semmibe (Down and Dirty Dead")                                 | Ron Satlof           | Barry Van Dyke                                                                    | 1997. december 11. 2016. augusztus 19.  | 14,87 millió | 512           |
| 98.  | 13. | A jutalom, 1. rész (Retribution:, Part 1)                                | Christian I. Nyby II | Lee Goldberg & William Rabkin                                                     | 1998. január 8. 2016. augusztus 22.     | 13,89 millió | 513           |
| 99.  | 14. | A jutalom, 2. rész (Retribution:, Part 2)                                | Christian I. Nyby II | Lee Goldberg & William Rabkin                                                     | 1998. január 15. 2016. augusztus 23.    | 15,98 millió | 514           |
| 100. | 15. | Gyakorló gyilkos (Drill for Death)                                       | Ron Satlof           | Robin Madden                                                                      | 1998. január 22. 2016. augusztus 24.    | 15,58 millió | 515           |
| 101. | 16. | Viharos éjszaka (Rain of Terror)                                         | Christian I. Nyby II | Craig Tepper                                                                      | 1998. január 29. 2016. augusztus 25.    | 14,42 millió | 516           |
| 102. | 17. | Potyognak a gyerekek (Baby Boom)                                         | Vincent McEveety     | Jacquelyn Blain                                                                   | 1998. február 5. 2016. augusztus 26.    | 13,20 millió | 517           |
| 103. | 18. | Halálra beszélve (Talked to Death)                                       | Christian I. Nyby II | Joyce Burditt                                                                     | 1998. február 26. 2016. augusztus 29.   | 15,25 millió | 518           |
| 104. | 19. | Gyilkosságból jeles (An Education in Murder)                             | Frank Thackery       | Tévéjáték: Jacquelyn Blain Történet: Jacquelyn Blain and D. O'Brien & Paul Rendle | 1998. március 5. 2016. augusztus 30.    | 14,99 millió | 519           |
| 105. | 20. | Gyilkosság a célvonalban (Murder at the Finish Line)                     | Christopher Hibler   | J. Larry Carroll & David Bennett Carren                                           | 1998. március 26. 2016. augusztus 31.   | 13,76 millió | 520           |
| 106. | 21. | Alapszabály: Ne árts! (First Do No Harm)                                 | Vincent McEveety     | Ernest Kinoy                                                                      | 1998. április 16. 2016. szeptember 1.   | 14,62 millió | 521           |
| 107. | 22. | Véletlen egybeesések (Promises to Keep)                                  | Christian I. Nyby II | David Bennett Carren & J. Larry Carroll                                           | 1998. április 23. 2016. szeptember 2.   | 14,95 millió | 522           |
| 108. | 23. | Ételháború (Food Fight)                                                  | Ron Satlof           | Jacquelyn Blain                                                                   | 1998. április 30. 2016. szeptember 5.   | 13,09 millió | 523           |
| 109. | 24. | Rögeszme, 1. rész (Obsession:, Part 1)                                   | Christian I. Nyby II | Lee Goldberg & William Rabkin                                                     | 1998. május 7. 2016. szeptember 6.      | 13,43 millió | 524           |
| 110. | 25. | Rögeszme, 2. rész (Obsession:, Part 2)                                   | Christian I. Nyby II | Lee Goldberg & William Rabkin                                                     | 1998. május 14. 2016. szeptember 7.     | 12,03 millió | 525           |

### 6. évad (1998-1999)
| Sor. | Év. | Cím                                                                         | Rendező              | Író                                                                | Premier                                  | Nézettség    | Gyártási szám |
| ---- | --- | --------------------------------------------------------------------------- | -------------------- | ------------------------------------------------------------------ | ---------------------------------------- | ------------ | ------------- |
| 111. | 1.  | Feltámadás, 1. rész (Resurrection, Part 1)                                  | Christian I. Nyby II | Lee Goldberg & William Rabkin                                      | 1998. szeptember 24. 2016. szeptember 8. | 13,15 millió | 601           |
| 112. | 2.  | Feltámadás, 2. rész (Resurrection, Part 2)                                  | Christian I. Nyby II | Lee Goldberg & William Rabkin                                      | 1998. szeptember 24. 2016. szeptember 9. | 13,15 millió | 602           |
| 113. | 3.  | Míg a halál el nem választ (Till Death Do Us Part)                          | Max Tash             | Terence Winter                                                     | 1998. október 1. 2016. szeptember 12.    | 15,42 millió | 603           |
| 114. | 4.  | Téves kapcsolás (Wrong Number)                                              | Christian I. Nyby II | James L. Novack                                                    | 1998. október 8. 2016. szeptember 13.    | 12,26 millió | 604           |
| 115. | 5.  | Vérminta (Blood Will Out)                                                   | Christopher Hibler   | Robin Bernheim                                                     | 1998. október 15. 2016. szeptember 14.   | 14,34 millió | 605           |
| 116. | 6.  | Űrdili (Alienated)                                                          | Bruce Seth Green     | J. Larry Carroll & David Bennett Carren                            | 1998. október 29. 2016. szeptember 15.   | 14,22 millió | 606           |
| 117. | 7.  | A gyilkos regény (Write, She Murdered)                                      | Frank Thackery       | Jacquelyn Blain                                                    | 1998. november 5. 2016. szeptember 16.   | 13,48 millió | 607           |
| 118. | 8.  | Gyilkosság online (Rear Windows '98)                                        | Vincent McEveety     | Jacquelyn Blain                                                    | 1998. november 12. 2016. szeptember 19.  | 14,20 millió | 608           |
| 119. | 9.  | Utolsó Mentsvár (The Last Resort)                                           | Christian I. Nyby II | Paul Bishop                                                        | 1998. november 19. 2016. szeptember 20.  | 13,08 millió | 609           |
| 120. | 10. | Gyilkosság négyszer (Murder x 4)                                            | Frank Thackery       | J. Larry Carroll & David Bennett Carren                            | 1998. december 3. 2016. szeptember 21.   | 12,94 millió | 610           |
| 121. | 11. | Halál a vízben (Dead in the Water)                                          | Neema Barnette       | Robin Bernheim                                                     | 1998. december 17. 2016. szeptember 22.  | 12,70 millió | 611           |
| 122. | 12. | Paradicsomi fogság (Trapped in Paradise)                                    | Bruce Seth Green     | Ernie Wallengren                                                   | 1999. január 7. 2016. szeptember 23.     | 15,90 millió | 612           |
| 123. | 13. | A bohócgyilkos (Voices Carry)                                               | Christopher Hibler   | Lee Goldberg & William Rabkin                                      | 1999. január 21. 2016. szeptember 26.    | 13,31 millió | 613           |
| 124. | 14. | Járvány (Murder, My Suite)                                                  | Jim Johnston         | Tévéjáték: E.F. Wallengren Történet: Lee Goldberg & William Rabkin | 1999. január 28. 2016. szeptember 27.    | 13,80 millió | 614           |
| 125. | 15. | Gyilkosság minden órában (Murder on the Hour)                               | Christopher Hibler   | J. Larry Carroll & David Bennett Carren                            | 1999. február 4. 2016. szeptember 28.    | 12,13 millió | 615           |
| 126. | 16. | Ments meg! (Rescue Me)                                                      | William Rabkin       | Jacquelyn Blain                                                    | 1999. február 11. 2016. szeptember 29.   | 12,00 millió | 616           |
| 127. | 17. | Halott, az élők között (Down Among the Dead Men)                            | Barry Steinberg      | Paul Bishop                                                        | 1999. február 18. 2016. szeptember 30.   | 12,53 millió | 617           |
| 128. | 18. | Sose halj meg! (Never Say Die)                                              | Frank Thackery       | Barry Van Dyke                                                     | 1999. február 25. 2016. október 3.       | 12,92 millió | 618           |
| 129. | 19. | Szenny TV, 1. rész (Trash TV:, Part 1)                                      | Ron Satlof           | Lee Goldberg                                                       | 1999. április 29. 2016. október 4.       | 9,86 millió  | 619           |
| 130. | 20. | Szenny TV, 2. rész (Trash TV:, Part 2)                                      | Ron Satlof           | David Bennett Carren & J. Larry Carroll                            | 1999. április 29. 2016. október 5.       | 9,86 millió  | 620           |
| 131. | 21. | A vér szava (Blood Ties)                                                    | Bruce Seth Green     | Lee Goldberg & William Rabkin                                      | 1999. május 6. 2016. október 6.          | 10,98 millió | 621           |
| 132. | 22. | Ez a nap életem utolsó napja (Today Is the Last Day of the Rest of My Life) | Ron Satlof           | Ernest Kinoy                                                       | 1999. május 13. 2016. október 7.         | 12,05 millió | 622           |

### 7. évad (1999-2000)
| Sor. | Év. | Cím                                                  | Rendező              | Író                                                                       | Premier                                | Nézettség    | Gyártási szám |
| ---- | --- | ---------------------------------------------------- | -------------------- | ------------------------------------------------------------------------- | -------------------------------------- | ------------ | ------------- |
| 133. | 1.  | A ceremónia (The Roast)                              | Christopher Hibler   | Mark Solomon                                                              | 1999. szeptember 23. 2016. október 10. | 11,70 millió | 701           |
| 134. | 2.  | Alvó gyilkos (Sleeping Murder)                       | Ron Satlof           | Chris Abbott                                                              | 1999. szeptember 30. 2016. október 11. | 12,19 millió | 702           |
| 135. | 3.  | Szemem fénye (Bringing Up Barbie)                    | Ron Satlof           | Steve Brown                                                               | 1999. október 7. 2016. október 12.     | 11,99 millió | 703           |
| 136. | 4.  | Gyilkosság vizsgaidőszakban (Murder at Midterm)      | Christopher Hibler   | Melody Fox & Marc Cushman                                                 | 1999. október 14. 2016. október 13.    | 12,24 millió | 704           |
| 137. | 5.  | A láng (The Flame)                                   | Christian I. Nyby II | Joel Steiger                                                              | 1999. október 21. 2016. október 14.    | 12,71 millió | 705           |
| 138. | 6.  | A láthatatlan gyilkos (The Killer Within)            | Frank Thackery       | Terry Curtis Fox                                                          | 1999. október 28. n.a.                 | 13,60 millió | 706           |
| 139. | 7.  | Gangland, 1. rész (Gangland, Part 1)                 | Victor Lobl          | Terry Curtis Fox                                                          | 1999. november 4. 2016. október 17.    | 13,86 millió | 707           |
| 140. | 8.  | Gangland, 2. rész (Gangland, Part 2)                 | Victor Lobl          | Terry Curtis Fox                                                          | 1999. november 4. 2016. október 18.    | 13,86 millió | 708           |
| 141. | 9.  | A szókimondó száj (he Mouth That Roared)             | Terrence O'Hara      | Cathryn Michon                                                            | 1999. november 11. 2016. október 19.   | 11,79 millió | 709           |
| 142. | 10. | A hét főbűn (The Seven Deadly Sins)                  | Christopher Hibler   | Chris Abbott & Steve Brown                                                | 1999. november 18. 2016. október 20.   | 11,50 millió | 710           |
| 143. | 11. | A Mikulás (Santa Claude)                             | Nancy Malone         | Burt Prelutsky & Steve Brown                                              | 1999. december 16. 2016. október 21.   | 12,01 millió | 711           |
| 144. | 12. | Ember a vízben (Man Overboard)                       | Frank Thackery       | Michael Lyons                                                             | 2000. január 6. 2016. október 24.      | 13,26 millió | 712           |
| 145. | 13. | A vadnyugat hőse (Frontier Dad)                      | Frank Thackery       | Tévéjáték: Paul Vincent Picerni & Barry Van Dyke Történet: Barry Van Dyke | 2000. január 13. 2016. október 25.     | 12,53 millió | 713           |
| 146. | 14. | Túl sok szakács (Too Many Cooks)                     | Christopher Hibler   | Joyce Burditt                                                             | 2000. január 20. 2016. október 26.     | 13,80 millió | 714           |
| 147. | 15. | Jake asszonyai (Jake's Women)                        | Victor Lobl          | Mark Solomon                                                              | 2000. február 3. 2016. október 27.     | 14,35 millió | 715           |
| 148. | 16. | Távirányított halál (Murder by Remote)               | Christopher Hibler   | Terry Curtis Fox                                                          | 2000. február 10. 2016. október 28.    | 13,28 millió | 716           |
| 149. | 17. | A tanár kedvence (Teacher's Pet)                     | Vince McEveety       | Joel Steiger                                                              | 2000. február 17. 2016. október 31.    | 13,64 millió | 717           |
| 150. | 18. | A peches agglegény (The Unluckiest Bachelor in L.A.) | Bernie Kowalski      | Cathryn Michon                                                            | 2000. február 24. 2016. november 1.    | 13,55 millió | 718           |
| 151. | 19. | Egy nyugodt hely (A Resting Place)                   | Farhad Mann          | Tévéjáték: Charlie Schlatter & Craig Tomashoff Történet: Burt Prelutsky   | 2000. április 6. 2016. november 2.     | 11,52 millió | 719           |
| 152. | 20. | Gyilkosság az étteremben (Murder at BBQ Bob's)       | Victor Lobl          | Paul Bishop                                                               | 2000. április 20. 2016. november 3.    | 11,47 millió | 720           |
| 153. | 21. | Két madár egy ágon (Two Birds With One Sloan)        | Nancy Malone         | Terry Curtis Fox                                                          | 2000. április 27. 2016. november 4.    | 11,99 millió | 721           |
| 154. | 22. | Hattyúdal (Swan Song)                                | Victor Lobl          | Joel Steiger                                                              | 2000. május 4. 2016. november 7.       | 11,48 millió | 722           |
| 155. | 23. | Kísért a múlt (Out of the Past 1)                    | Victor Lobl          | Steve Brown                                                               | 2000. május 11. 2016. november 8.      | 10,80 millió | 723           |
| 156. | 24. | Őrület és bosszú (Getting Mad, Getting Even 2)       | Donald L. Gold       | Burt Prelutsky                                                            | 2000. május 11. 2016. november 9.      | 10,80 millió | 724           |

### 8. évad (2000-2001)
| Sor. | Év. | Cím                                                       | Rendező              | Író                              | Premier                               | Nézettség    | Gyártási szám |
| ---- | --- | --------------------------------------------------------- | -------------------- | -------------------------------- | ------------------------------------- | ------------ | ------------- |
| 157. | 1.  | Dizájner halál (Death By Design)                          | Christopher Hibler   | Mark Egan                        | 2000. október 12. 2016. november 10.  | 7,93 millió  | 801           |
| 158. | 2.  | Elvakultan (Blind Man's Bluff)                            | Frank Thackery       | Joel Steiger                     | 2000. október 19. 2016. november 11.  | 8,43 millió  | 802           |
| 159. | 3.  | Szemfényvesztés (Sleight-of-Hand)                         | Nancy Malone         | Mark Solomon                     | 2000. október 26. 2016. november 14.  | 8,40 millió  | 803           |
| 160. | 4.  | Elmeállapota miatt (By Reason of Insanity)                | Sandy Smolan         | Terry Curtis Fox                 | 2000. november 2. 2016. november 15.  | 8,39 millió  | 804           |
| 161. | 5.  | Amikor a hóhért akasztják (The Patient Detective)         | Victor Lobl          | Stephen A. Miller                | 2000. november 9. 2016. november 16.  | 7,77 millió  | 805           |
| 162. | 6.  | A szerelem vak (The Cradle Will Rock)                     | Victor Lobl          | Joel Steiger                     | 2000. november 16. 2016. november 17. | 8,56 millió  | 806           |
| 163. | 7.  | Gyilkosság a valóságshow-ban (Hot House)                  | Victor Lobl          | Terry Curtis Fox                 | 2000. november 30. 2016. november 18. | 8,46 millió  | 807           |
| 164. | 8.  | Gyilkosság az esküvőn (All Dressed Up and Nowhere to Die) | Bernie Kowalski      | Terry Curtis Fox                 | 2000. december 7. 2016. november 21.  | 8,12 millió  | 808           |
| 165. | 9.  | Gyónási titok (Confession)                                | Donald L. Gold       | Chris Abbott & Steve Brown       | 2001. január 4. 2016. november 22.    | 9,11 millió  | 809           |
| 166. | 10. | Istent játszva (Playing God)                              | Christian I. Nyby II | Burt Prelutsky                   | 2001. január 11. 2016. november 23.   | 11,06 millió | 810           |
| 167. | 11. | A nullánál is kisebb (Less Than Zero)                     | Christian I. Nyby II | Cathryn Michon                   | 2001. január 18. 2016. november 24.   | 10,92 millió | 811           |
| 168. | 12. | Apák bűne, 1. rész (Sins of the Father, Part 1)           | Victor Lobl          | Joel Steiger                     | 2001. február 2. 2016. november 25.   | 9,48 millió  | 812           |
| 169. | 13. | Apák bűne, 2. rész (Sins of the Father, Part 2)           | Victor Lobl          | Joel Steiger                     | 2001. február 9. 2016. november 28.   | 9,82 millió  | 813           |
| 170. | 14. | Kockára tett életek (You Bet Your Life)                   | Nancy Malone         | Burt Prelutsky                   | 2001. február 16. 2016. november 29.  | 9,50 millió  | 814           |
| 171. | 15. | Egyedülálló apák (Bachelor Fathers)                       | James Nasella        | Steve Brown                      | 2001. február 23. 2016. november 30.  | 9,15 millió  | 815           |
| 172. | 16. | Ép testben, ép lélek (Being of Sound Mind)                | Christopher Hibler   | Burt Prelutsky                   | 2001. március 2. 2016. december 1.    | 9,80 millió  | 816           |
| 173. | 17. | A veszély tánca (Dance of Danger)                         | Christian I. Nyby II | Barry Van Dyke & Jeffrey Glasser | 2001. március 30. 2016. december 2.   | 8,56 millió  | 817           |
| 174. | 18. | Balett cipő (The Red Shoes)                               | Frank Thackery       | Victoria Rowell & Fred Fontana   | 2001. április 20. 2016. december 5.   | 8,11 millió  | 818           |
| 175. | 19. | Minden jótett (No Good Deed)                              | Sandy Smolan         | Terry Curtis Fox                 | 2001. április 27. 2016. december 6.   | 9,57 millió  | 819           |
| 176. | 20. | Hasonmás (Déja vous)                                      | Christian I. Nyby II | Terry Curtis Fox                 | 2001. május 4. 2016. december 7.      | 8,89 millió  | 820           |
| 177. | 21. | Lenn a parton (On the Beach)                              | Donald L. Gold       | Burt Prelutsky                   | 2001. május 4. 2016. december 8.      | 9,60 millió  | 821           |
| 178. | 22. | A Blair nővér project (The Blair Nurse Project)           | Barry Van Dyke       | Carey Van Dyke & Barry Van Dyke  | 2001. május 11. 2016. december 9.     | 6,63 millió  | 822           |